# Kurt Madeja
Kurt Wilhelm Madeja (* September 1924 in Hindenburg, Oberschlesien; † 2002) war ein deutscher Chemiker und Hochschullehrer, der besonders auf dem Gebiet der High-spin/Low-spin-Eisen(II)-Komplexe forschte und publizierte.

## Leben
Kurt Madeja studierte an der Universität Jena Chemie. Zu seinen Lehrern zählt u. a. Franz Hein. An der dortigen Mathematisch-naturwissenschaftlichen Fakultät promovierte er 1957. Das Thema seiner Dissertation lautete Über die Darstellung und die komplexchemischen Reaktionen einiger 2- und 2,9-substituierter 1.10-Phenanthroline. 1964 habilitierte sich Kurt Madeja an der Ernst-Moritz-Arndt-Universität Greifswald. Das Thema seiner Habilitation lautete Über die Komplexbildung des zweiwertigen Eisens mit 1.10-Phenianthrolin. 1968 wurde er an der Greifswalder Universität zum Professor berufen. Er leitete dort bis 1981 den Wissenschaftsbereich Anatomische Chemie der Sektion Chemie.
1985 entwickelte er mit Konrad Lühder eine automatische, registrierende Gasmessapparatur, die einfach aufgebaut und daher relativ leicht handhabbar war.

## Schriften (Auswahl)
- Über die Darstellung und die komplexchemischen Reaktionen einiger 2- und 2,9-substituierter 1.10-Phenanthroline. Jena 1957.
- Über eine verbesserte Methode zur Darstellung o- bzw. p-substituierter Methyl-1,10-Phenanthroline. In: Journal für praktische Chemie 1962, S. 97–103.
- Über eine verbesserte Synthese für das 1,10-Phenanthrolin. In: Journal für praktische Chemie 1962, S. 104–106.
- Über die Komplexbildung des zweiwertigen Eisens mit 1.10-Phenanthrolin. Greifswald 1964.
- ZIEGLER - Systeme als Hydrierkatalysatoren. In: Leopoldina, 1981, S. 134–142.
- (mit Konrad Lühder): Eine rationelle Methode zur Verfolgung gasverbrauchender Reaktionen. In: Wissenschaftliche Zeitschrift. Mathematisch-Naturwissenschaftliche Reihe, Ernst-Moritz-Arndt-Universität Greifswald, 1985, S. 23ff.
- Cobaloxime als Katalysatoren. In: Zeitschrift für Chemie 1988, S. 396–402.